# Jan Verlinden
Jan Verlinden (Mechelen, 8 maart 1977) is een voormalige Belgische voetballer die voornamelijk als rechtervleugelverdediger speelde.

## Carrière
Verlinden speelde in de jeugd van KV Mechelen. Hij maakte op 20-jarige leeftijd zijn debuut in de Belgische Eerste klasse. Op 20 april 1997 stond hij in de basis in een uitwedstrijd tegen Eendracht Aalst. Met KV Mechelen degradeerde hij in 1997 naar de Tweede klasse. Hij werd twee keer gekozen tot meest waardevolle speler van KV Mechelen en was speler van het jaar in de Tweede klasse. In 1999 werd door middel van het kampioenschap van die klasse terugkeer naar het hoogste niveau afgedwongen. Het leverde Verlinden een transfer op naar FC Twente in de Nederlandse Eredivisie.
Zijn tijd bij Twente was geen succes. Verlinden was voornamelijk invaller en kwam tot slechts dertien optredens in zijn eerste seizoen. In zijn tweede seizoen speelde hij op leenbasis bij Lierse SK, maar daar wist hij geen contract af te dwingen. Hij keerde terug naar Twente dat hem opnieuw verhuurde, dit keer aan Eendracht Aalst. Na het seizoen keerde hij opnieuw terug naar Twente, waar hij in seizoen 2002/03 tot zes competitieduels in het eerste kwam. Verlinden speelde dat jaar voornamelijk in het tweede elftal en verkaste in 2003 terug naar KV Mechelen, dat inmiddels was afgezakt naar de Derde klasse. Hij kwam nog drie seizoenen uit voor Mechelen en vervolgde zijn loopbaan van 2007 tot juni 2014 bij SK Kampenhout in de Eerste provinciale. Op 17 april 2011 won SK Kampenhout de titelstrijd in de hoogste provinciale klasse. In juli 2014 verkaste hij naar de Antwerpse eersteprovincialer KSV Schriek.
Verlinden kwam in zijn eerste periode bij KV Mechelen en FC Twente twintig keer uit voor Jong België, maar werd nooit geselecteerd voor het Belgisch nationale elftal. Hij volgde Lichamelijke opvoeding aan de Katholieke Universiteit Leuven, waar hij in 1999 afstudeerde op doelpunten gemaakt tijdens het wereldkampioenschap voetbal 1998.